# Выборы в Государственную думу

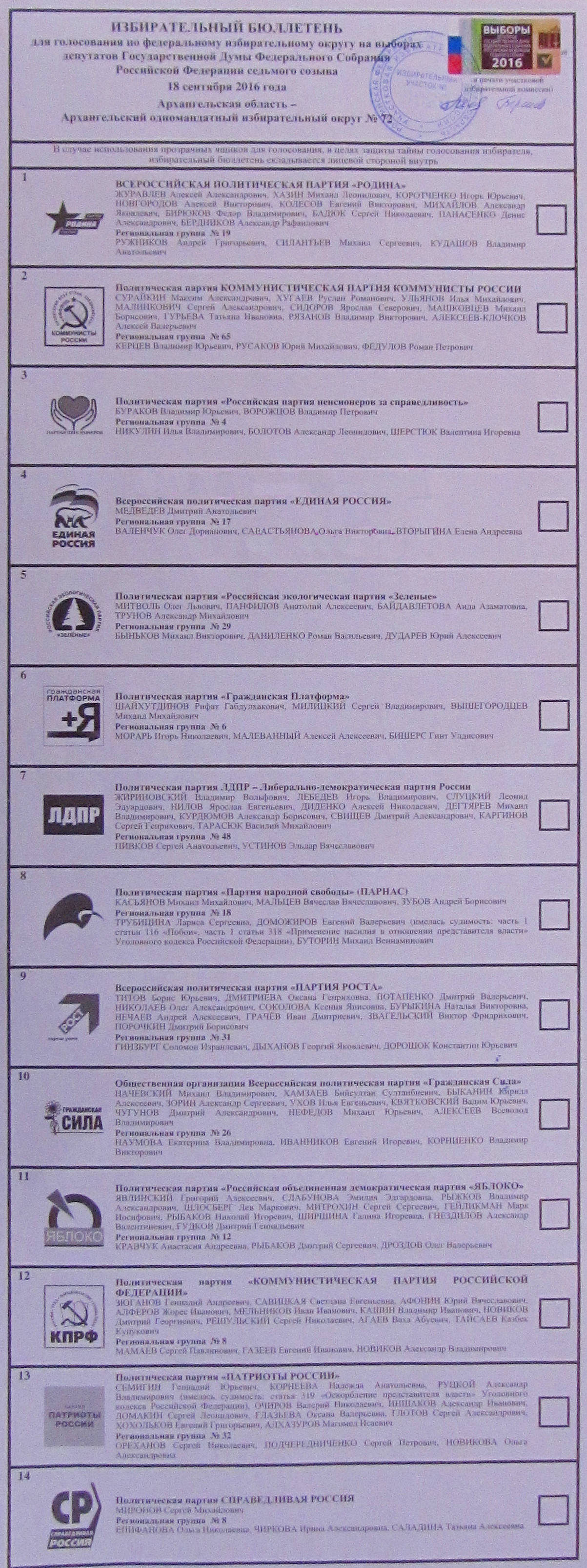
Избирательный бюллетень в ГД России, 2016 года.

Выборы депутатов Государственной Думы Федерального Собрания Российской Федерации — процедура всеобщего, прямого и тайного голосования по определению 450 депутатов Государственной думы России на ближайшие 5 лет. На 2021 год проводились 8 раз:
- Выборы 1 созыва ГД: 12 декабря 1993;
- Выборы 2 созыва ГД: 17 декабря 1995;
- Выборы 3 созыва ГД: 19 декабря 1999;
- Выборы 4 созыва ГД: 7 декабря 2003;
- Выборы 5 созыва ГД: 2 декабря 2007;
- Выборы 6 созыва ГД: 4 декабря 2011;
- Выборы 7 созыва ГД: 18 сентября 2016;
- Выборы 8 созыва ГД: 19 сентября 2021.

Согласно действующему российскому законодательству, избирательная система в Государственную думу является смешанной. Из 450 депутатских мандатов Государственной Думы половина распределяются между списками политических партий (пропорциональная система), получивших по результатам голосования избирателей более 5 % голосов. А вторая половина депутатов — это победители выборов в одномандатных округах (мажоритарная система). По этой схеме проходили выборы в Государственную Думу I—IV, VII и VIII созывов. На выборах ГД V и VI созывов проходной барьер составлял 7 %, а одномандатные округа отсутствовали.

## Процедура
Схема расположения и числа одномандатных округов устанавливается в форме федерального закона Государственной думой по согласованию с Центральной избирательной комиссией. Границы округов могут не совпадать с границами субъектов Российской Федерации, но при этом в каждом субъекте должен быть как минимум один округ. 
Без сбора подписей кандидатами в ГД РФ по одномандатному округу могут становится претенденты от политических партий, соответствующих хотя бы одному из двух критериев: 1) списки кандидатов партии набрали не менее 3% голосов избирателей на предыдущих выборах в государственную Думу 2) партия представлена хотя бы в одном из законодательных (представительных) органов государственной власти субъектов РФ (представленной считается партия, прошедшая в соответствующий орган по пропорциональной системе, мажоритарные округа не учитываются). Кандидаты от партий, не соответствующих выше указанным критериям, равно как и самовыдвиженцы, для участия в данных выборах должны собрать в свою поддержку подписи не менее 3% избирателей, зарегистрированных в данном одномандатном округе (в среднем ок. 15 тысячи человек)
Федеральный список кандидатов должен содержать от 200 до 400 кандидатов от партии (при пропорциональной системе голос отдается за список, а не за отдельного кандидата). Без сбора подписей до выборов по пропорциональной системе допускаются списки политических партий также соответствующих хотя бы одному из двух выше названных критериев. Остальным партиям для регистрации списка на выборы нужно собрать подписи 200 тысяч граждан РФ, но не более чем 7 тысяч на один субъект РФ. 

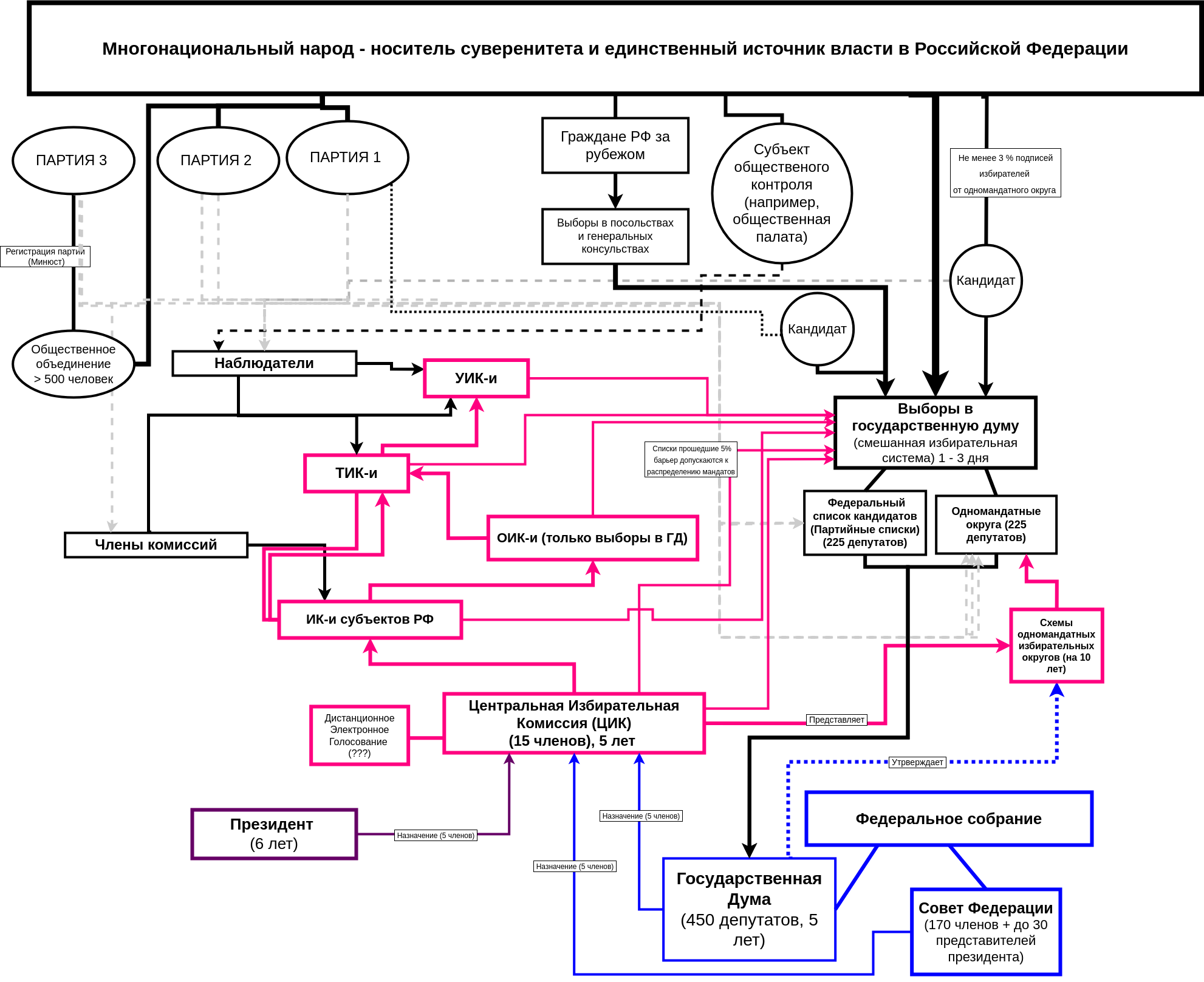
Основные взаимосвязи между участниками и организаторами (органами власти) выборов в Государственную Думу в Российской Федерации.

## Результаты выборов в Государственную думу Федерального Собрания Российской Федерации

### Государственная дума России 1 созыва(1994—1996)
- Либерально-демократическая партия России — 64;
- Выбор России (Политическое движение «Выбор России», Движение «Демократическая Россия», Партия «Демократическая инициатива» и Крестьянская партия России) — 64;
- Коммунистическая партия Российской Федерации — 42;
- Женщины России (Союз женщин России, Ассоциация женщин-предпринимателей России, Союз женщин Военно-Морского Флота) — 23;
- Аграрная партия России — 37;
- Явлинский-Болдырев-Лукин (Российский христианско-демократический союз — Новая демократия, Социал-демократическая партия Российской Федерации, РПРФ.) — 20;
- Партия российского единства и согласия — 22;
- Демократическая партия России — 14;
- Гражданский союз — 10 (Российский союз промышленников и предпринимателей (РСПП, президент — А. И. Вольский), партия Всероссийский союз «Обновление» (сопредседатель-координатор партии — А. П. Владиславлев), Российский социал-демократический центр (председатель — О. Г. Румянцев), Ассоциация промышленников и предпринимателей России (председатель — В. В. Пискунов), Профессиональный союз работников лесных отраслей РСФСР, Профессиональный союз работников строительства и промышленности строительных материалов РСФСР, Движение «Ветераны войн — за мир».);
- Российское движение демократических реформ — 5;
- Достоинство и милосердие — 3;
- Будущее России — Новые имена — 2 (Молодёжное движение в поддержку Народной партии Свободная Россия — Политическое Движение «Молодые социал-демократы России» и Политико-экономическая ассоциация «Гражданский союз»);
- Конструктивно-экологическое движение России «Кедр» — 1;
- Независимые — 130;

### Государственная дума России 2 созыва(1996—2000)
- Коммунистическая партия Российской Федерации (КПРФ, Духовное наследие) — 157;
- Либерально-демократическая партия России — 52;
- Наш дом — Россия — 55;
- Яблоко (Яблоко, Демократическая альтернатива)— 41;
- Аграрная партия России — 20;
- Власть народу (Российский Общенародный Союз и Движение матерей «За социальную справедливость») — 9;
- Демократический выбор России — Объединённые демократы («Демократический выбор России — Объединенные демократы», Крестьянская партия России Ю.Черниченко, Российская партия социальной демократии, и Конгресс национальных объединений России) — 9;
- Конгресс русских общин — 5;
- Блок Ивана Рыбкина (Регионы России, Союз Реалистов) — 3;
- Вперёд, Россия — 3;
- Женщины России — 2;
- Памфилова-Гуров-Лысенко (РПРФ) — 2;
- Блок независимых — 1;
- Блок Станислава Говорухина («Народный Альянс» Андрея Головина, РХДД, Всероссийское объединение профсоюзов) — 1;
- Блок 89 − 1;
- Коммунисты — Трудовая Россия — За СССР — 1;
- Моё отечество — 1;
- Общее дело — 1;
- Партия Российского единства и согласия —1;
- Партия самоуправления трудящихся — 1;
- Партия экономической свободы — 1;
- Преображение отечества — 1;
- Профсоюзы — Промышленники России — Союз труда — 1;
- Независимые — 77;

### Государственная дума России 3 созыва(2000—2003)
- Коммунистическая партия Российской Федерации — 113;
- Единство (Национал-патриотическая партия России, Поколение Рубежа, Союз ветеранов Афганистана, РХДП, Рефах, Моя семья, Движение в поддержку избирателей) — 64;
- Отечество — Вся Россия (Отечество, Регионы России,За Равноправие и справедливость, Союз российских христианских демократов- АПР) — 75;
- Союз правых сил (Новая сила, Россия молодая, ДВР, Крестьянская партия России) — 29;
- Блок Жириновского (ПСС и РПМ) — 17;
- Яблоко — 20;
- Наш дом — Россия — 7;
- Российский общенародный союз — 2;
- Движение в поддержку армии — 2;
- Духовное наследие — 1;
- Блок Андрея Николаева и Святослава Федорова (Союз народовластия и труда, ПСТ, Соцпартия трудящихся, реалисты) — 1;
- Конгресс русских общин — Движение Юрия Болдырева — 1;
- Партия пенсионеров — 1;
- Русская социалистическая партия — 1;
- Независимые — 107.

### Государственная дума России 4 созыва(2003—2007)
- Единая Россия — 308;
- Коммунистическая партия Российской Федерации — 46;
- Либерально-демократическая партия России — 35;
- Родина (Партия российских регионов, Народная воля, Социалистическая единая партия России) — 29;
- Независимые — 67;
- Народная партия Российской Федерации — 17;
- Яблоко — 4;
- СПС — 3;
- АПР — 3;
- Российская партия пенсионеров и Партия социальной справедливости — 1;
- Партия возрождения России — Российская партия жизни — 3;

### Государственная дума России 5 созыва(2007—2011)
- Единая Россия — 315;
- Коммунистическая партия Российской Федерации — 57;
- Либерально-демократическая партия России — 40;
- Справедливая Россия — 38;

### Государственная дума России 6 созыва(2011—2016)
- Единая Россия — 238;
- Коммунистическая партия Российской Федерации — 92;
- Справедливая Россия — 64;
- Либерально-демократическая партия России — 56;

### Государственная дума России 7 созыва(2016—2021)
По предварительным оценкам итогов голосования:
- Единая Россия — 344[1];
- Коммунистическая партия Российской Федерации — 42;
- Либерально-демократическая партия России — 39;
- Справедливая Россия — 23;
- Родина — 1;
- Гражданская платформа — 1;

### Государственная дума России 8 созыва(2021—2026)
- Единая Россия — 324;
- Коммунистическая партия Российской Федерации — 58;
- Справедливая Россия — За правду — 28;
- Либерально-демократическая партия России — 21;
- Новые люди — 15;
- Родина — 1;
- Гражданская платформа — 1;
- Партия роста — 1;
- Независимые — 1

### Интересные факты
- Три партии участвовали во всех восьми выборах — КПРФ, ЛДПР и Яблоко.
- Две партии прошли в нижнюю палату всех восьми созывов — КПРФ и ЛДПР.
- Три партии становились победителями выборов (при голосовании по партийным спискам) — ЛДПР (1993), КПРФ (1995, 1999) и «Единая Россия» (2003, 2007, 2011, 2016, 2021).
- Четыре партии занимали первое место (по общему числу мандатов) — ЛДПР и «Демократический Выбор России» (1993 — по 64), КПРФ (1995—139, 1999—113) и «Единая Россия» (2003—304, 2007—315, 2011—238, 2016—344, 2021—324).
- Максимальное число партий-участниц выборов — 43 (1995), минимальное — 7 (2011).